# بني ونيف
بني ونيف، مدينة وبلدية تابعة إقليميا لدائرة بني ونيف بولاية بشار الجزائرية.

## الموقع الجغرافي
تقع شمال مقر الولاية ويحدها:
- شمالا: ولاية النعامة
- جنوباً: ولاية البيض وبلدية تاغيث
- شرقاً: ولايتي النعامة والبيض
- غرباً: بلديتا بشار وموغل والمملكة المغربية.

## المساحة والسكان
تبلغ مساحتها  16 600 كلم2 وعدد سكانها 11 259 نسمة بكثافة قدرها شخص لكل كم2.

## الاقتصاد
صنفت كدائرة خلال التقسيم الإداري لسنة 1984، طابع المدينة رعوي فلاحي، وتتميز بوجود عدة مواقع سياحية مهمة، يربطها بشمال الجزائر الطريق الوطني رقم 06 وطريق للسكة الحديدية.

## المنشآت التربوية
المدارس الابتدائية لبني ونيف هي :
- بوزادة العيد، أول مدرسة بنية في ولاية بشار وكان ذلك سنة 1912.
- ابن عراج عبد الرحمن.
- ابن عبيد إبراهيم.
- مخفي جلول.
- مراح الطاهر.
- الداخلية الابتدائية : طرفاية مول مكتوبة.
- زكراوي الطيب بالواد لخضر.
- ابن دودة عبد القادر برصف الطيبة.
- مويسي أحمد ببوسير، واد الناموس.
- القطراني، واد الناموس.